# Festival Okolo Třeboně
Festival Okolo Třeboně je multižánrový hudební festival. Koná se na přelomu června a července v jihočeské Třeboni a místem jeho konání je místní zámek, na jehož nádvořích a v parku probíhá hlavní část programu. První ročník, jehož iniciátory byli osobnosti v čele s Pavlem Barnášem, se uskutečnil v roce 1992. U jeho zrodu byli i členové skupiny Nezmaři, kteří nechyběli ani na jednom z dosavadních ročníků. Stejně tak i Třeboňští pištci, mezi jejich členy se vedle Pavla Barnáše objevilo i několik pozdějších pořadatelů.
Za dobu existence festivalu na něm vystoupili hudebníci nejen z České republiky, ale i ze zahraničí. Původní převážně folkové zaměření festivalu se během času změnilo v multižánrové. Přímo na festivalu vznikla skupina Cimbal Classic, nebo vystoupil Vlasta Redl s dechovkou. Součástí festivalu je také scéna pro začínající skupiny nazývaná Houpací koník. Na hlavní festival Okolo Třeboně postupně navazovaly i další letní hudební akce – Zpátky do Třeboně, Léto v Třeboni a Klasika na jihu.

## Historie

### 1992 (1. ročník)
Moderátor Jan Dobiáš uvedl první ročník, na kterém vystoupili například Robert Křesťan a Druhá tráva, Fleret, Nerez, Nezmaři, Vlasta Redl a Třeboňští pištci. Právě na tomto ročníku festivalu vznikl v tomto roce Cimbal Classic (tehdy ještě pod názvem Dalibor Štrunc a cimbálová muzika Jirky Čiháka). Festival trval dva dny.

### 1993 (2. ročník)
Program se rozšířil na délku tři dnů. Někteří interpreti se po roce znovu zúčastnili festivalu. Poprvé se v roce 1993 v třeboňském divadle J.K. Tyla rozloučilo Divadlo Járy Cimrmana s divadelní sezónou, což je tradice, která bez přerušení trvá i nadále. A poprvé se na festivalovém jevišti objevil například Jarek Nohavica, Spirituál kvintet či Hop Trop.

### 1994 (3. ročník)
V roce 1994 se festivalu zúčastnil první zahraniční host – Duo Balance (Německo) a poprvé proběhlo promítání filmů – přehlídka filmů FAMU. Nově vystoupili např. Cop, Žalman & spol., Baf, Míla Zíchová, Klíč, Pavel Dobeš a Miloš Dvořáček, Pepa Štros. Festival se dostal i za hranice města – závěrečná tancovačka s Fleretem, Baf a Rafaelem se konala v hospodě U Petříků v blízké obci Majdalena. Festival se konal čtyři dny.

### 1995 (4. ročník)
Festival trval pět dní a mimo zámecké nádvoří a divadla se konal i v zámeckém parku a v kapli Schwarzenberské hrobky. Tancovačka byla tentokrát v Suchdole nad Lužnicí. Stále víc se profiloval jako multižánrový. Účinkovali například Jan Hrubý a Kukulín, Jaroslav Samson Lenk, Hana a Petr Ulrychovi s Javory, Věra Bílá a Kale, Baf s Radimem Hladíkem, Kamelot.

### 1996 (5. ročník)
Tentokrát festival trval čtyři dny, zúčastnili se mimo jiné Karel Plíhal s Jarkem Nohavicou, Lenkou Slabou, skupiny Minehava, Cop, Klíč a Traband. K festivalu v té době patřily i prohlídky pivovaru. Stále více muzikantů se festivalu účastnlo nejen jako protagonisté, ale i jako návštěvníci.

### 1997 (6. ročník)
Festival se nově ocitl v klubu Torpédo (již neexistuje) a také na fotbalovém hřišti, kde nešlo ani tak moc o sport, jako spíše o zábavu, o což se staral nezapomenutelný sportovní komentátor Dalibor Štrunc z Cimbal Classicu. Za pět dní v Třeboni vystoupili například Sekvoj, Folkšok, Michal Braxatoris, Echoloma, Semtex, Eva Henychová, Cop, Fleret, Robert Křesťan a Druhá tráva, Vlasta Redl a řada dalších.

### 1998 (7. ročník)
Nově se hrálo i na pláži rybníka Svět. Mezi nováčky na festivalu byly v tomto roce skupiny Jarret, Jen tak tak, Neřež, Mrakoplaš, Grassband, Znenadání či Ta Jana z Velké Ohrady. Poprvé zde vystoupila taky Jarmila Šuláková, ale ta v doprovodu v té době již v Třeboni téměř domácího Fleretu.

### 1999 (8. ročník)
Festival se propojil i se sportem – v jeho rámci se běžel Běh Terryho Foxe. Za pět dní konání festivalu vystoupily například Natálka a Natalika, zahráli také Vladimír Mišík a Etc., Duo Balance, Jan Spálený a ASPM, Vlasta Redl a Každý den jinak, Minehava, Pavla Milcová a Tarzan Pepé, František Nedvěd a Druhé podání

### 2000 (9. ročník)
Zámecký park přivítal v tomto ročníku scénu Hubert a na náměstí se konala Cesta kolem světa – recesistický příslib do dalších let. Multižánrovou nabídku festivalu rozšířily i dva revivaly , a to Hany Zagorové a Mira Žbirky. Vystoupili mimo jiné Žofie Kabelková, Pavlína Jíšová a Basta, Michal Braxatoris a Bafalo, Kukulín, Michal Prokop, Vladimír Mišík & Etc., nebo Hop Trop.

### 2001 (10. ročník)
Ročník 2001 byl plný hvězd a novinek. Poprvé s Divadlem v pytli a Petrem Stolařem jako hlavním moderátorem, poprvé s cyklistickým závodem Okolo Třeboně, jehož výsledky jsou předem známé, aby se účastníci závoděním nezranili. S happeningem „Mapa, aneb odkud jste k nám přijeli“ na náměstí se podařilo nejen pomalovat, ale i zaplnit náměstí. Vystoupili například Michal Prokop – Jan Hrubý – Luboš Andršt, Dan Bárta a Illustratosphere, Karel Plíhal, Jan Spálený & ASPM, Fleret & Jarmila Šuláková, Pavel Dobeš, Hana a Petr Ulrychovi & Javory, Voxtet.

### 2002 (11. ročník)
Zuzana Navarová byla v Třeboni často, tentokrát to bylo se skupinou KOA. Hudebně se festival opět rozkročil do větší šířky. Vystoupili například Funny Fellows, Jablkoň, Rober Křesťan a Malina Band, Jarret, Pavel Šporcl, Oskar Petr, nebo Žlutý pes.

#### Zpátky do Třeboně 2002
Začátek prázdnin už pořadatelům nestačil a tak se v srpnu v Třeboni uskutečnil koncert Waldemara Matušky, Olgy Matuškové a skupiny KTO s Voxtetem a Třeboňskými pištci.

### 2003 (12. ročník)
V roce 2003 se na festivalu představilo opět více hudebních žánrů a to včetně popu. Účinkovali například Terne Čhave, Chinaski, Blu Gate, Zatrestband, Acoustic Impact, Martina Trchová, Šestet, Hradišťan a Jura Pavlica, Hrubý- Andršt-Prokop, Karel Plíhal a Semtex, nebo Jana Kirschner.

#### Zpátky do Třeboně 2003
V roce 2003 se na začátku srpna sešly na jevišti dvě osobité skupiny – polská Buki a český Čechomor.

### 2004 (13. ročník)
Zámek a náměstí už festivalu nestačily, takže se jeden koncert konal přímo v pivovaru. Vystoupili například Drew Harrison, Ester Kočičková a Lubomír Nohavica, Dan Bárta, Cimbelín, Tomáš Kočko, Folk Team, Vašek Koubek, Jiří Schmitzer, Mňága a Žďorp, O5&Radeček, Ivan Tásler a IMT Smile, Traband, Croft No. Five, či BSP.

#### Léto v Třeboni 2004
První ročník další akce moderovala herečka Lorna Vančurová a vystoupil na něm Pavel Bobek s Lídou Nopovou, Hana a Petr Ulrychovi, Meky Žbirka revival band či Tomáš Paul.

#### Zpátky do Třeboně 2004
Dvoudenní minifestiválek nabídl pestrý program. Vystoupili: Bratři Ebenové, Karel Plíhal, Vladímír Mišík & Etc., Vlasta Redl, Slávek Janoušek, Jamie Marshal, Petra Šany Šanclová a Každý den jinak

### 2005 (14. ročník)
Program byl opět rozšířen, například o autorské čtení Jana Cempírka a také o Běh Járy Cimrmana. Jeho každoroční výtěžek je od té doby poskytován Nadačnímu fondu Slunce pro všechny, který zaštiťoval Ladislav Smoljak. Tato recesistická akce s charitativním podtextem se koná nadále, i když Ladislav Smoljak již zemřel. Na Okolo Třeboně vystoupili například Irish dew, Inkululeko Yabasta scholl of Arts (Zimbabwe), Znouzectnost, Divokej Bill, Epy de Mye, Traband, Iva Frühligová, Děda Mládek Ilegal band, Dan Kohout Band, Clou nebo Tata Bojs.

#### Léto v Třeboni 2005
Moderování ročníku 2005 se ujala Naďa Konvalinková. Vystoupili Fleret s Jarmilou Šulákovou, Hradišťan a Petra Janů.

#### Zpátky do Třeboně 2005
Tento ročník byl ve znamení jazzu – s Danem Bártou a Robert Balzar trio, Yvonne Sanchez a Acoustic Impact

### 2006 (15. ročník)
Půlkulaté výročí přineslo návrat tradičních protagonistů i nováčků: Inkululeko Yabasta (Zimbabwe), Václav Koubek + kapela, Blue Effect unplugged, Nezmaři, Karel Plíhal, Petr Bende, Gába al Dhábba, Xavier Baumaxa, Fleret a Miro Žbirka.Na nádvoří pivovaru se konala rocková scéna, tu moderoval David Hocke, zahráli například Naven, Cherry, Ticho de pré coupé band, Airfare (USA), Senátor, Ferit, Votchi, Ozzy Osbourne revival band Praha a Znouzectnost. Na terase pivovaru se ve velkém rozjela soutěžní scéna Houpací koník, do které byli účinkující vybráni na základě zaslaných nahrávek a na zámku se konalo také promítání dokumentárních filmů a besedy s jejich autory.

#### Léto v Třeboni 2006
Letní část festivalu se konala na zámeckém nádvoří, zúčastnili se Ready Kirken, Temperamento či Chinaski.

### 2007 (16. ročník)
Festival se již druhý rok po sobě zkrátil na tři dny, ale na šířce hudební nabídky to nebylo znát, festivalu se zúčastnili například: Vlasta Redl, Slávek Janoušek, Jaroslav Samson Lenk, Cimbal Classic, Asonance, Bonsai 3, Jazztet, Menhir, Blue Effect, Votchi, Jasná Páka, Václav Koubek, Lenka Filipová, Čankišou, Janek Ledecký, Michal Pavlíček + Monika Načeva. V rámci Okolo Třeboně se promítal také výběr toho nejlepšího z AniFestu.

#### Léto v Třeboni 2007
Pro milovníky tradic a velkých návratů v Třeboni po zakopání rodinné válečné sekery zahráli Jan a František Nedvědovi a s nimi vystoupila i skupina Fešáci.

#### Zpátky do Třeboně 2007
Úplně jiné tradice pak přineslo Zpátky do Třeboně s kapelami Tři sestry, Doctor P.P. a MZH.

### 2008 (17. ročník)
Poprvé se festival přesunul na víkend mimo letní prázdniny a začal již 20. června. Zahráli například Šántré, Jarret, Mišík-Hrubý-Skála, Hradišťan, Vlasta Redl, Sinatra revival, Jananas, EPYDEMYE, Ivo Cicvárek a Žofie Kabelková, Vyhoukaná sova, Ferit, Keks, Votchi, Visací zámek, Znouzectnost a Ataréz.

#### Léto v Třeboni 2008
Jako obvykle skvělé Bratry Ebeny na jevišti doplnilo vystoupení Martiny Trchové a skupiny Eggnoise.

#### Zpátky do Třeboně 2008
Počasí vyhnalo koncert ze zámku do Kulturního domu Roháč. Vystoupil Jan Nedvěd s kapelou.

### 2009 (18. ročník)
Termínový návrat na začátek prázdnin. Novinkou byl literární dvorek v Galerii u Žabouše s autorským čtením Josefa Formánka. Kapel i sólistů bylo v tomto roce několik desítek, takže jen namátkou: The Pure, Doowhenblade, No Heroes, Redlands Orchestra (USA), Duo Passage, Hudba Praha, Rybičky 48, Laco Deczi a Jazz Celula New York, Krucipüsk, Ivan Hlas, Xindl X, Jarmila Šuláková a Fleret, Radim Hladík a Blue Effect. Nově přibyla jam session na pláži Ostende s místní kapelou Hráz a s lidmi okolo Honzy Bicana.

#### Léto v Třeboni 2009
Poprvé pod hlavičkou Klasika na jihu. Společný koncert Nezmarů, Třeboňských pištců a Jihočeské komorní filharmonie byl úžasným zážitkem.

#### Zpátky do Třeboně 2009
Termínově se akce posunula až na listopad a konala se v Divadle J.K.Tyla. Vystoupily skupiny Cimbal Classic a Polajka.

### 2010 (19. ročník)
Z doprovodných akcí bylo novinkou vyprávění Zdeňka Juráska o Route 66 a třeboňské loutkové divadlo. Zvětšil se počet vystupujících na tzv. literárním dvorku. Z účinkujících muzikantů vybíráme: Xindl X, All stars (Jarret / Epydemye / Žofie Kabelková / Žamboši / Marien /Šántré / Jan Noha), No Heroes, Nightwork, Lakomá Barka, Karel Plíhal, Laco Deczi, Hradišťan, Sem tam, Jarek Nohavica.

#### Léto v Třeboni 2010
Účastnili se Bratři Ebenové a Leporelo.

#### Zpátky do Třeboně 2010
Účastnili se Jan a František Nedvědovi, Petr Kocman, Passage

#### Klasika na jihu 2010
Tentokrát se koncert konal až v prosinci a vystoupil na něm Jiří Stivín a Colegium Jiřího Pelanta.